# Paralelo 53 N
O Paralelo 53 N é o paralelo no 53° grau a norte do plano equatorial terrestre.
Começando pelo Meridiano de Greenwich e tomando a direção leste, o paralelo 53° Norte passa por:
| País, território ou mar | Notas |
| ----------------------- | --- |
| Reino Unido             | Inglaterra |
| The Wash                | |
| Mar do Norte            | |
| Países Baixos           | Ilha de Texel |
| Mar de Wadden           | |
| Países Baixos           | |
| Alemanha                | |
| Polónia                 | |
| Bielorrússia            | |
| Rússia                  | A leste de Kartaly, cruza a fronteira Cazaquistão-Rússia oito vezes |
| Cazaquistão             | |
| Rússia                  | Passa no Lago Baikal |
| China                   | |
| Rússia                  | |
| Estreito da Tartária    | |
| Rússia                  | Ilha Sacalina |
| Mar de Okhotsk          | |
| Rússia                  | Península de Kamchatka |
| Mar de Bering           | |
| Estados Unidos          | Ilha Attu, Alasca |
| Mar de Bering           | |
| Estados Unidos          | Ilha Kagamil e Ilha Umnak, Alasca |
| Oceano Pacífico         | Golfo do Alasca |
| Canadá                  | Ilha Hibben, Ilha Moresby e Ilha Louise, Colúmbia Britânica |
| Estreito de Hecate      | |
| Canadá                  | Grupo Estevan, Ilha Campania, Ilha Princesa Real, e continente, Colúmbia Britânica Alberta Saskatchewan Manitoba - passa no Lago Winnipegosis e no Lago Winnipeg Ontário Ilha Akimiski, Nunavut |
| Baía de James           | |
| Canadá                  | Quebec Terra Nova e Labrador Quebec - cerca de 10 km Terra Nova e Labrador |
| Oceano Atlântico        | |
| Irlanda                 | |
| Mar da Irlanda          | |
| Reino Unido             | País de Gales Inglaterra |